# Eudorylas longispinus
Eudorylas longispinus är en tvåvingeart som beskrevs av Yang och Xu 1998. Eudorylas longispinus ingår i släktet Eudorylas och familjen ögonflugor. Inga underarter finns listade i Catalogue of Life.